# Louvigné
Louvigné è un comune francese di 991 abitanti situato nel dipartimento della Mayenne, nella regione dei Paesi della Loira.

## Società

### Evoluzione demografica
Abitanti censiti